# Atherigona flexinervis
Atherigona flexinervis är en tvåvingeart som beskrevs av Stein 1900. Atherigona flexinervis ingår i släktet Atherigona och familjen husflugor. Inga underarter finns listade i Catalogue of Life.